# 十銭硬貨
十銭硬貨（じっせんこうか）は、かつて日本で発行された硬貨の額面の一つ。額面である10銭は1円の10分の1に当たる。発行されたものとしては、旭日竜十銭銀貨・竜十銭銀貨・旭日十銭銀貨・八咫烏十銭銀貨・十銭白銅貨・十銭ニッケル貨・十銭アルミ青銅貨・菊十銭アルミ貨・十銭錫貨・稲十銭アルミ貨の10種類が存在するが、このうち八咫烏十銭銀貨は流通しなかったため、流通したものは9種類である。1円未満であるため1953年（昭和28年）の小額通貨整理法によりいずれも通用停止となっており、現在は法定通貨としての効力を有さない。

## 旭日竜十銭銀貨
- 品位：銀80%、銅20%[2]
- 量目：2.5g

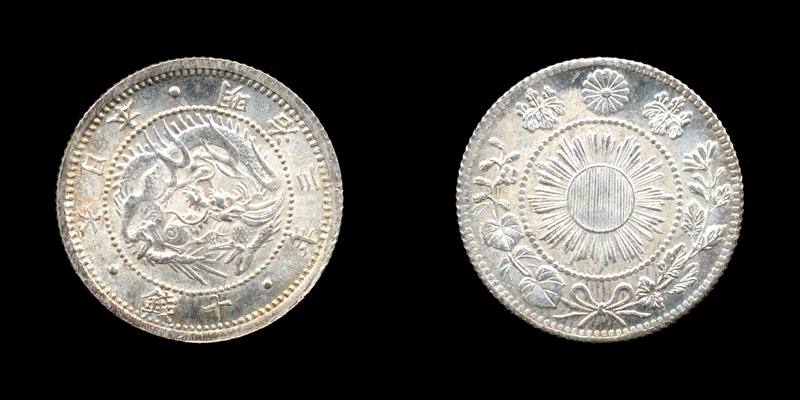
旭日竜十銭銀貨

- 直径：17.575mm（実測18.18mm）
- 図柄：竜図（阿竜）、年号、「大日本」、「十錢」（表面）、菊花紋章、桐紋、旭日、菊枝と桐枝（裏面）
- 周囲：ギザあり
- 発行開始：1871年（明治4年）（年銘は明治3年）

1871年（明治4年）の新貨条例施行に伴い発行された貨幣の一つ。竜図は元首の象徴とされたことから貨幣の図柄に採用され、金貨・銀貨には口を大きく開けた阿竜が採用され、対して銅貨には吽竜が採用された。品位90%の貿易用一円銀貨に対し、補助銀貨として海外流出を防止する措置として品位を80%に下げ、量目も約7.2%削減されていた。同時に制定・発行された補助銀貨の旭日竜大型五十銭銀貨・旭日竜二十銭銀貨・旭日竜五銭銀貨とは同様のデザインであり、量目も比例関係にある。
明治3年銘のみが存在するが、このうち「明瞭ウロコ」のものは普通品よりプレミア価値が高い。
なお、1872年（明治5年）11月の改正で、量目のみ2.696gに変更したものが制定されたが、製造されなかった。

## 竜十銭銀貨
- 品位：銀80%、銅20%
- 量目：2.696g

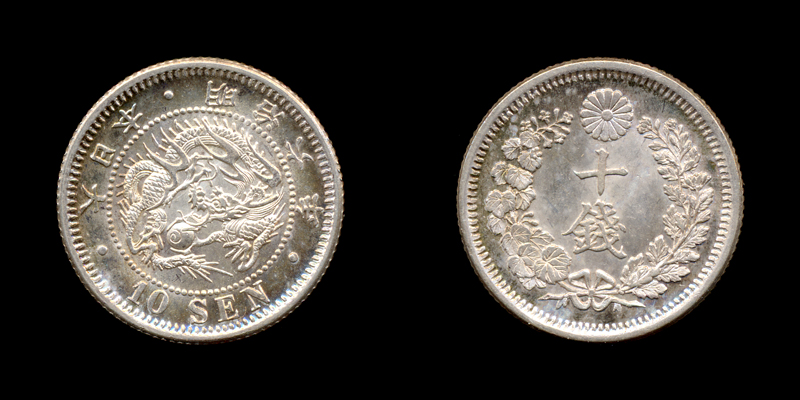
竜十銭銀貨

- 直径：17.575mm（実測18.18mm）
- 図柄：竜図（阿竜）、年号、「大日本」、「10SEN」（表面）、菊花紋章、菊枝と桐枝、「十錢」（裏面）（1897年（明治30年）の貨幣法の制定以降は表裏の呼称が逆）
- 周囲：ギザあり
- 発行開始：1873年（明治6年）

1873年（明治6年）の新貨条例の改正に伴い発行された貨幣。量目が貿易用一円銀貨と比例関係になるように改正されている。国際化時代に即応するよう、表面に「10SEN」とアラビア数字とローマ字による額面金額が入っている。同時に制定された竜五十銭銀貨・竜二十銭銀貨・竜五銭銀貨とは同様のデザインであり、量目も比例関係にある。
1897年（明治30年）の貨幣法の制定以降も1906年（明治39年）まで発行され続けたが、貨幣法の制定時には形式の変更はなかったものの、表裏の呼称が新貨条例と逆になっている。
年銘としては、明治6～9・10・13・18・20・21・24～39年銘が存在する。1878年（明治11年）・1879年（明治12年）・1889年（明治22年）にも製造されているが、これらに対応する年銘は存在せず、1878年（明治11年）・1879年（明治12年）には明治10年銘で、1889年（明治22年）には明治21年銘で製造されている。代表的な手替わりの分類としては明治6年銘の跳明、明治8年銘の前期・後期がある。明治13年銘は流通用としては製造されず、記録上わずか77枚のみの製造となっており、その年銘の現存数は数枚と推定されている。

## 旭日十銭銀貨

### 1906年（明治39年）改正分（流通せず）
- 品位：銀80%、銅20%
- 量目：2.696g

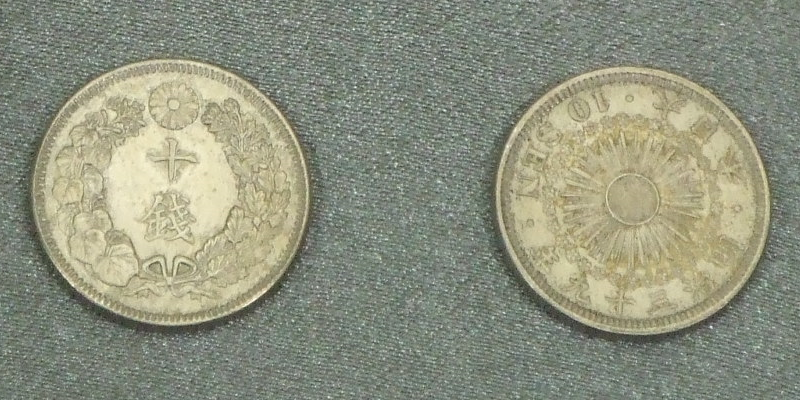
旭日十銭銀貨（1906年改正分、流通せず）

- 直径：17.575mm（実測18.18mm）
- 図柄：菊花紋章、菊枝と桐枝、「十錢」（表面）、旭日、桜、年号、「大日本」、「10SEN」（裏面）
- 周囲：ギザあり
- 発行開始：1906年（明治39年）
- 流通せず

1906年（明治39年）、貨幣法の改正により五十銭・二十銭・十銭の各銀貨の裏面がデザイン変更され、竜図が廃止され旭日とそれを囲む小さな桜花に変更され、これをもって日本の貨幣の竜図は完全に姿を消した。このとき五十銭・二十銭については、下落傾向にあった銀相場が上昇に転じたことにより鋳潰しの恐れが出たため、量目が約25%減量されたが、十銭については薄小なものとなるため、当初量目削減は行われず明治39年銘として製造され、日銀に引き渡された（発行された）ものの、流通することなく引き揚げられ、1907年（明治40年）3月までに発行分は全て鋳潰され、見本用として残された貨幣が数枚現存しており、それが造幣博物館に展示されているのみである。

### 1907年（明治40年）改正分
- 品位：銀72%、銅28%
- 量目：2.25g
- 直径：17.575mm

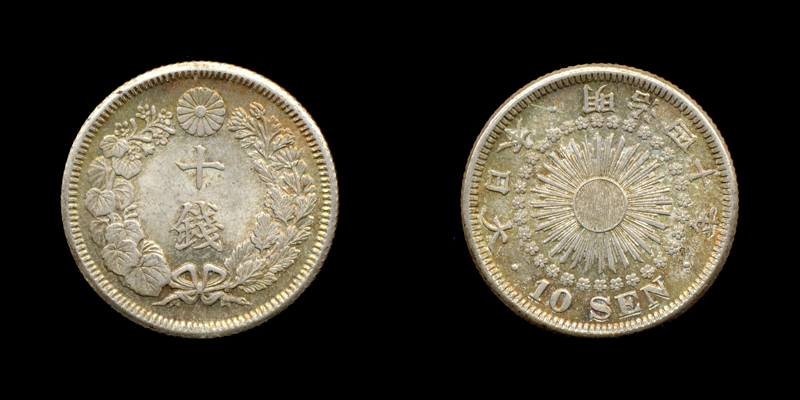
旭日十銭銀貨（1907年改正分）

- 図柄：菊花紋章、菊枝と桐枝、「十錢」（表面）、旭日、桜、年号、「大日本」、「10SEN」（裏面）
- 周囲：ギザあり
- 発行開始：1907年（明治40年）

1907年（明治40年）の貨幣法の改正により、流通しなかった前年改正分と同じ直径及び表裏のデザイン（直径の実測値については18.18mmから17.57mmへ縮小）ながら、品位が72%に下げられ、純銀量は旭日五十銭銀貨及び旭日二十銭銀貨と比例関係とされた。その後、10年余りに渡って製造・発行されたが、1914年（大正3年）から始まった第一次世界大戦の影響で、更に銀価格が暴騰し、銀価格が鋳潰点を上回った1916年（大正6年）を最後に発行が停止され、代わって10銭の法定通貨としては大正小額政府紙幣十銭券が発行された。
なお発行期間中は全ての年銘が連続して製造されており、元号の変わり目の年の西暦1912年に当たるものも明治45年銘と大正元年銘の両方がある。

## 八咫烏十銭銀貨（流通せず）
- 品位：銀72%、銅28%
- 量目：1.5g
- 直径：16.061mm
- 図柄：菊花紋章、桐紋、鳳凰、「十錢」（表面）、旭日、桜、八咫烏、八稜鏡、年号、「大日本」、「10SEN」（裏面）
- 周囲：ギザあり
- 発行開始：1918年（大正7年）
- 流通せず

1918年（大正7年）の貨幣法の改正により制定された貨幣。第一次世界大戦の影響による銀価格の暴騰を受け、量目を更に減量させたものである。図案は日本の貨幣において史上初の一般公募によるものとなっており、従来楷書体だった文字に初めて隷書体が採用されている。日銀に引き渡された（発行された）ものの、銀価格の暴騰が止まらず、やはり銀価格が鋳潰点を上回ってしまったため、1919年（大正8年）に製造が中止され、結局市中には流通しないまま、1923年（大正12年）7月、9月、10月の3回に分けて造幣局に引き揚げられ、10枚を残して鋳潰された。そのため現存数は非常に少なく、現在では世界の貨幣市場では試鋳貨（Pattern）扱いとされ、古銭商およびオークションで100万円前後のオーダーで取り引きされることがある。

## 十銭白銅貨
- 品位：銅75%、ニッケル25%
- 量目：3.75g
- 直径：22.121mm
- 孔径：4.50mm

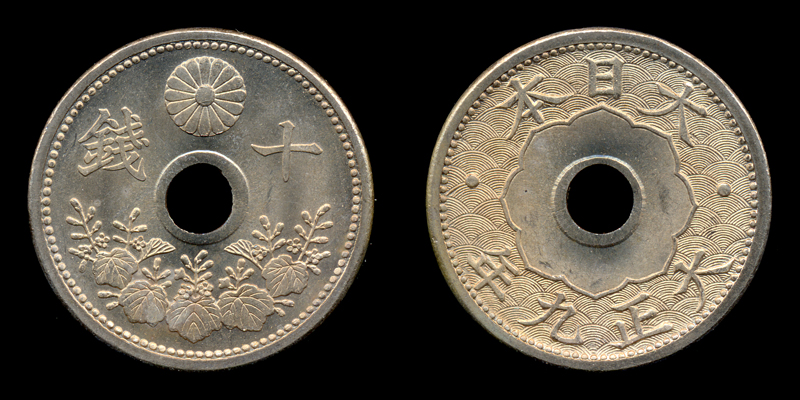
十銭白銅貨

- 図柄：菊花紋章、桐、「十錢」（表面）、八稜鏡、青海波、「大日本」、年号（裏面）
- 周囲：平滑
- 発行開始：1920年（大正9年）

1920年（大正9年）の貨幣法の改正により発行された貨幣。銀価格の高騰により銀価格が八咫烏銀貨の鋳潰点を上回ったことを受け、十銭硬貨は銀貨のままこれ以上縮小すると小さすぎて流通に不便なため、この改正で十銭銀貨が削除され、代わりに十銭白銅貨が加えられた。ちなみに五十銭硬貨については銀貨のままで八咫烏銀貨から更に規格を縮小したものが小型鳳凰五十銭銀貨として1922年（大正11年）から発行されている。
1917年（大正6年）発行の大型五銭白銅貨と同様の図案の有孔貨幣で、この十銭白銅貨と大型五銭白銅貨は一見して見間違えてもおかしくないほど直径が近いため、この改正で同時に五銭白銅貨はバランス上縮小された（小型五銭白銅貨）。大正小額政府紙幣を回収する目的もあって大量に発行され、1932年（昭和7年）まで発行された。
年銘としては大正9年銘から昭和7年銘まで、大正13年銘・昭和元年銘・昭和5年銘以外の11種が存在するが、昭和6年銘が最も発行数が少なく、発行初年の大正9年銘がそれに次いで少ない。最終年銘の昭和7年銘については、発行予定枚数のうち一部が満州国へ貨幣材料として回送されている。

## 十銭ニッケル貨
- 品位：純ニッケル
- 量目：4g
- 直径：22mm
- 孔径：6mm

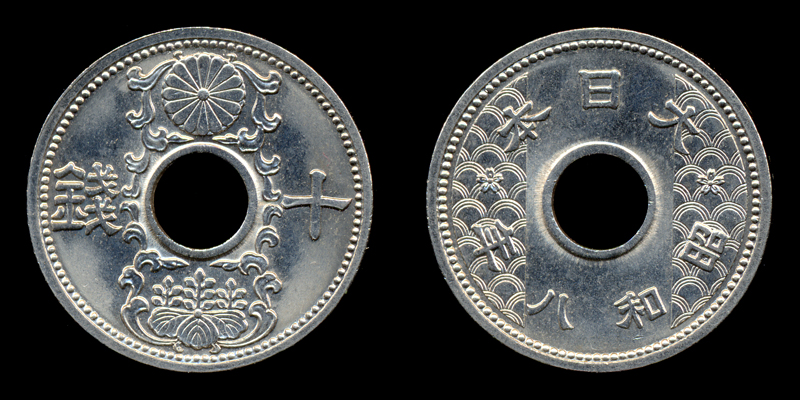
十銭ニッケル貨

- 図柄：菊花紋章、桐紋、「十錢」（表面）、青海波、桜、「大日本」、年号（裏面）
- 周囲：平滑
- 発行開始：1933年（昭和8年）

1933年（昭和8年）の貨幣法の改正により発行された貨幣で、貨幣法による最後の十銭硬貨である。材質をニッケルとしたのは、1931年（昭和6年）の満州事変をきっかけとして日本は準戦時体制に入っており、そのため軍事物資として不可欠なニッケルの備蓄の意味を含めたものである。図案は一般公募作品であるが、この改正により同時に制定された五銭ニッケル貨とは別のデザインとなっており、文字には隷書体が採用されている。1937年（昭和12年）まで発行され、発行期間中連続して製造されたため年銘も5種類ある。

## 十銭アルミ青銅貨
- 品位：銅95%、アルミニウム5%
- 量目：4g
- 直径：22mm
- 孔径：4.6mm

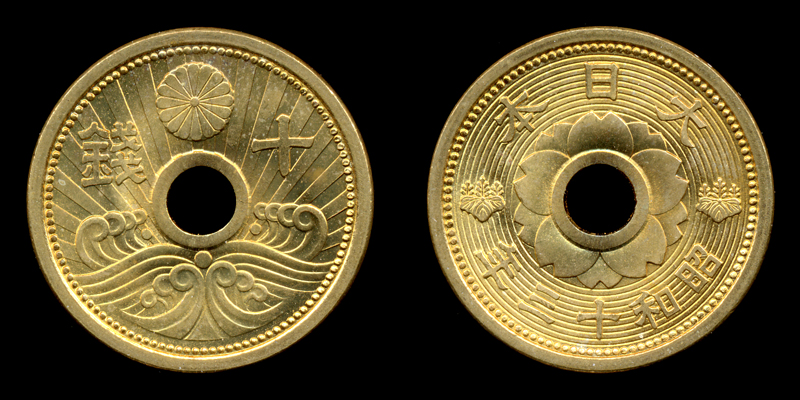
十銭アルミ青銅貨

- 図柄：菊花紋章、旭光、吉祥波、「十錢」（表面）、桐紋、桜、「大日本」、年号（裏面）
- 周囲：平滑
- 発行開始：1938年（昭和13年）

1937年（昭和12年）に勃発した日中戦争（支那事変）により、政府は軍需材料として重要な金属の確保に迫られ、その影響で1938年（昭和13年）に制定された臨時通貨法により制定・発行されたもので、前代の十銭ニッケル貨を鋳潰して軍事用のニッケルを確保するために発行された。これも図案は一般公募作品であり、文字には隷書体が採用されている。この貨幣の材質であるアルミ青銅はフランスの発行例に倣ったものである。1940年（昭和15年）まで製造・発行された。

## 菊十銭アルミ貨
- 品位：純アルミニウム

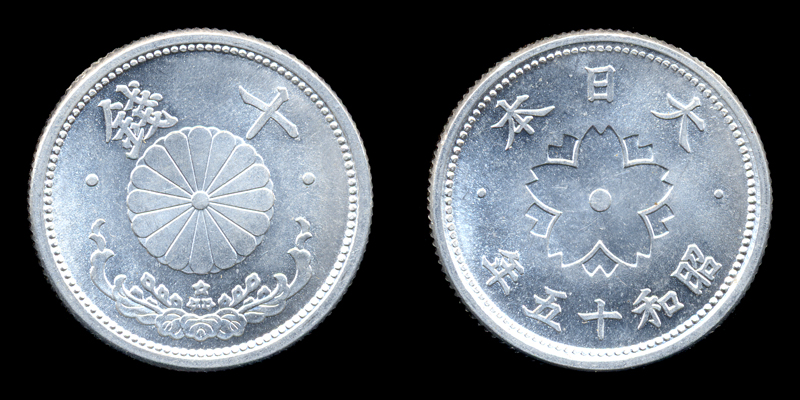
10銭アルミニウム貨幣（菊）

- 量目：1.5g→1.2g（1941年（昭和16年）後期より）→1g（1943年（昭和18年）後期）
- 直径：22mm
- 図柄：菊花紋章、桐、「十錢」（表面）、桜、「大日本」、年号（裏面）
- 周囲：ギザあり
- 発行開始：1940年（昭和15年）

時代は第二次世界大戦・太平洋戦争に突入する中、戦略物資としての銅を確保するため、材質をアルミニウムに変更したもの。戦況の悪化と航空機用アルミニウムの不足を補うため、2度にわたり量目の削減が行われ、1943年（昭和18年）まで製造された。裏面の桜花の図案は凹図になっているが、凹図は日本の近現代の硬貨においては唯一の採用例である。
年銘と量目で分類すれば次の種類がある。
- 昭和15年銘、1.5g
- 昭和16年銘、1.5g
- 昭和16年銘、1.2g
- 昭和17年銘、1.2g
- 昭和18年銘、1.2g - 発行・現存枚数が少ない「特年」（1月にのみ製造されたため）
- 昭和18年銘、1.0g

## 十銭錫貨
- 品位：錫93%、亜鉛7%
- 量目：2.4g
- 直径：19mm
- 孔径：5mm

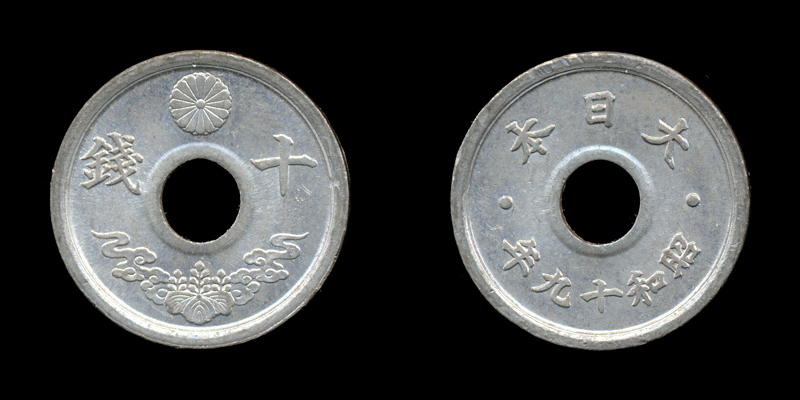
十銭錫貨

- 図柄：菊花紋章、桐紋、瑞雲、「十錢」（表面）、「大日本」、年号（裏面）
- 周囲：平滑
- 発行開始：1944年（昭和19年）

当時の著しい戦況悪化による物資不足に伴い、アルミニウムを貨幣素材とする余裕もなくなったことから、当時の日本が占領下においた東南アジアで豊富に産出した錫を用いて製造したものである。錫の貨幣素材としての欠点を緩和するため少量亜鉛を混ぜており、この組成と表裏のデザインについては同時期に発行された穴あき五銭錫貨にも同様のものが採用されている。しかしやはり手で強い力を加えると簡単に曲がってしまうほど軟らかく、本来貨幣には適さない金属であったが、当時もはや貨幣素材としての適性を考慮する余裕がなかったことから錫貨がやむなく発行された。戦況が更に悪化すると錫の調達も困難な状況になったことから、十銭錫貨は穴あき五銭錫貨と共に発行開始と同年の1944年（昭和19年）のうちに製造中止となり、日本の造幣局は辛うじて一銭錫貨のみ製造を続けるという状況となり、10銭の法定通貨としては紙幣（日本銀行券）であるい拾錢券が新たに製造・発行されることになった。

## 稲十銭アルミ貨
- 品位：純アルミニウム
- 量目：1g
- 直径：22mm

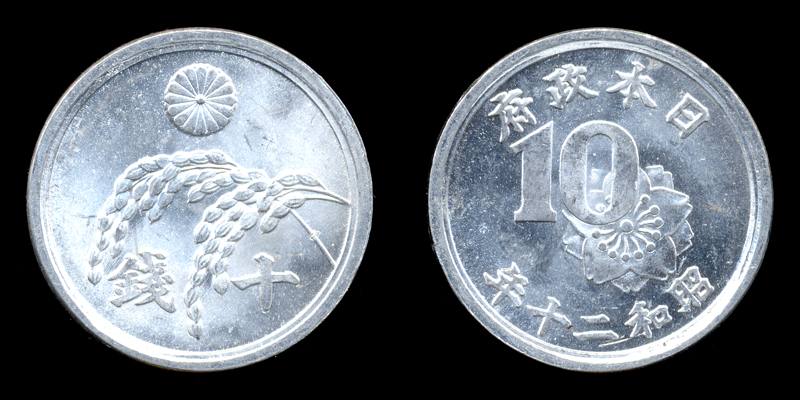
稲十銭アルミ貨

- 図柄：菊花紋章、稲穂、「十錢」（表面）、桜、「10」、「日本政府」、年号（裏面）
- 周囲：平滑
- 発行開始：1945年（昭和20年）

敗戦後、当時のGHQの承認の上でデザインを決定して発行したもの。国名表記は「大日本」から「日本政府」に変更されている。造幣局のわずかな手持ち資材のアルミニウムを使用したものだが、当時アルミニウムの生産はGHQにより禁止されていたため、いずれ手持ち資材が枯渇すれば貨幣の製造を続けられなくなることはわかっていた。発行翌年の1946年（昭和21年）には手持ちの材料を使用しきって製造を中止し、日本最後の十銭硬貨となった。
この後は、10銭の法定通貨としては紙幣（日本銀行券）であるA拾錢券が登場し、1949年度（昭和24年度）まで製造されたが、インフレーションによって銭単位の紙幣や硬貨が取引上ほとんど利用されない状態となり、最終的には1953年（昭和28年）に小額通貨整理法が制定され、この時十銭硬貨を含む銭・厘単位の硬貨・紙幣が全て通用停止となった。

## 未発行貨幣・試鋳貨幣等

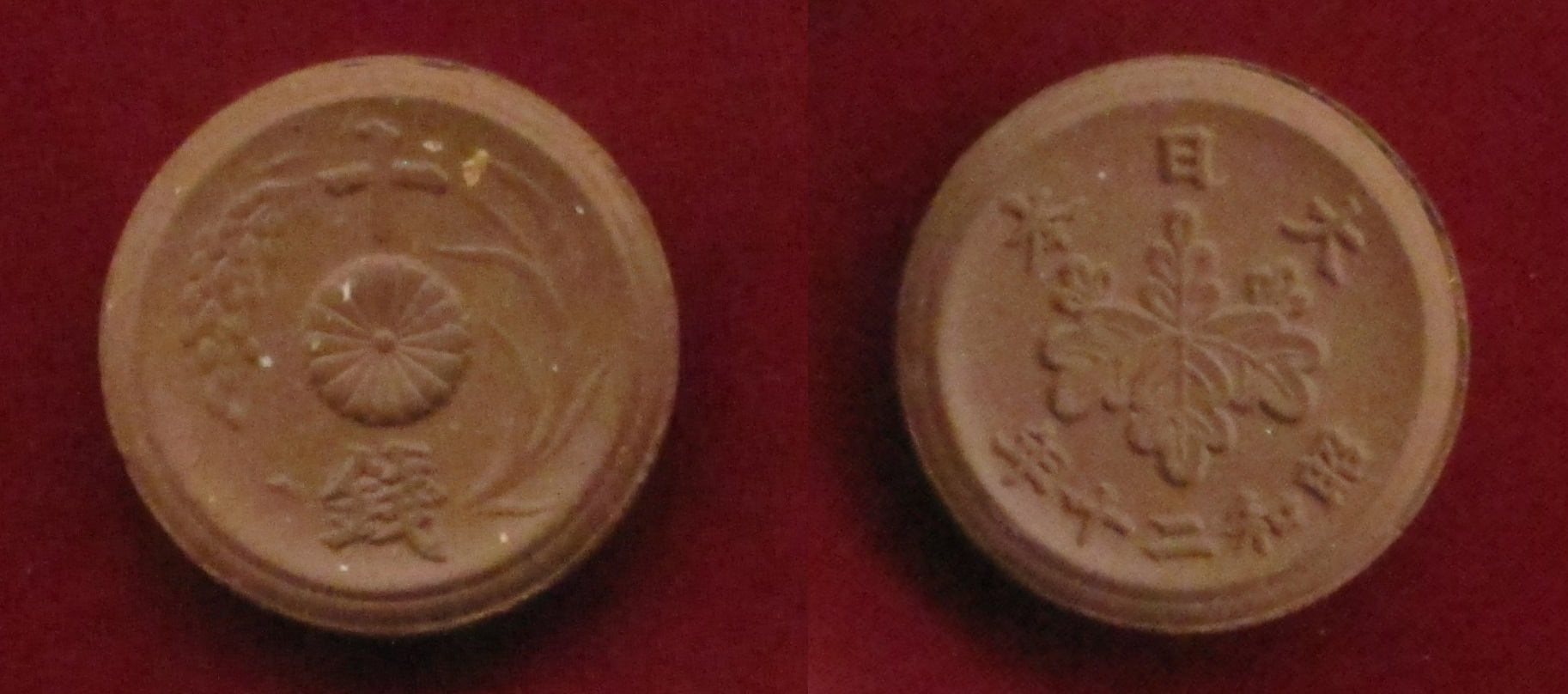
十銭陶貨

表現は異なるが実質的に同一額面の「十分一円」も含む。
- 十分一円銀貨（品位：銀80%・銅20%、直径：16.97mm、量目：2.29g） - 明治2年銘の毛彫の試作貨。表面は旭日竜十銭銀貨と大まかには同一のデザインで額面表記は「十分一」、裏面は中央の旭日を菊紋・桐紋それぞれ5つずつで囲んだものである[5]。またそれと大まかには同様のデザインで明治3年銘の打製の白銅製及び銅製の試鋳貨も存在する[5]。
- 十銭銀貨（品位：銀80%・銅20%、直径：17.575mm、量目：2.696g） - 1872年（明治5年）11月の新貨条例の改正によるもの。旭日竜十銭銀貨と同一図案で量目のみ貿易用一円銀貨と比例関係になるように変更したものだが、このときの改正では五十銭銀貨（旭日竜小型五十銭銀貨）が製造発行されたのみで、このときの改正による十銭銀貨は試作品すら製造されなかった。記録上ギザなしが想定されていた。
- 十銭銀貨 - ギザあり。大正7年銘。表面は菊紋、桐紋、菊枝と桐枝、「十錢」のデザインで、旭日竜十銭銀貨の裏面の日章を「十錢」に置き換えたようなデザインである。裏面は旭日とそれを囲む小さな8つの桜花、「大日本」、年号のデザインとなっている。
- 十銭ニッケル貨（量目：4.02g） - 有孔。昭和8年銘。表面は発行貨と同じであるが、裏面は発行された五銭ニッケル貨と同じ勾玉連環のデザインである。
- 十銭ニッケル貨 - 有孔。昭和8年銘。上の貨幣とほぼ同じだが、穴の周囲の凸部がない点が異なる。
- 十銭ニッケル貨 - 有孔。昭和8年銘。発行貨とほぼ同じで、文字が微妙に小さいなどの点が異なるのみである。
- 十銭アルミ青銅貨（品位：アルミ青銅（具体的な組成は不明）、直径：22mm、量目：3.5g） - ギザあり。昭和12年銘。1933年（昭和8年）発行の十銭ニッケル貨と同様のデザインだが穴なし[6]。
- 十銭ニッケル貨（品位：ニッケル（具体的な組成は不明）、直径：22mm、量目：3.5g） - 有孔。昭和13年銘。1938年（昭和13年）発行の十銭アルミ青銅貨と同様のデザインであるが、材質が異なり厚さが薄い[6]。
- 十銭アルミ貨（品位：純アルミニウム、直径：22mm、量目：1.5g） - 昭和13年銘。表面は菊紋・桜花の枝・光線・「十錢」、裏面は八稜鏡・稲・歯車・「大日本」・年号。軍需によるニッケル・銅の不足により、アルミ素材の貨幣製造を考慮に入れて考案されたものである。表面のデザインについては、後に光線を除いて戦後の小型五十銭黄銅貨のデザインに採用されている[6]。
- 十銭銅貨（品位：銅99.8%） - 昭和13年銘。上の貨幣と同様のデザインで銅で製作したもの。
- 十銭ニッケル貨 - 昭和13年銘。上の貨幣と同様のデザインでニッケルで製作したもの。穴なし。
- 十銭アルミ貨（品位：純アルミニウム、直径：22mm、量目：1.5g） - ギザあり。昭和13年銘。1940年（昭和15年）発行の菊十銭アルミ貨と素材・直径・重量は同一であるが、表裏のデザインは異なり、表面は菊紋とその左右に隷書体の「十錢」、裏面は旭日とそれを囲む桜花と「大日本」と年号で、旭光線が端まで達している[6]。
- 十銭アルミ貨（量目：1.5g） - 昭和14年銘。表面は上の貨幣と同じ、裏面は1940年（昭和15年）発行の菊十銭アルミ貨と同じである。
- 十銭アルミ貨（量目：1.5g） - 昭和14年銘。表面は1940年（昭和15年）発行の菊十銭アルミ貨と同じ、裏面は八稜鏡・桜・「大日本」・年号のデザインである。
- 十銭黄銅貨（量目：2.7g） - ギザあり。昭和19年銘。表裏のデザインは1944年（昭和19年）発行の十銭錫貨と同じだが、穴なし。
- 十銭陶貨（品位：長石10 - 15%・砥の粉85 - 90%、直径：21.9mm、量目：2g） - 昭和20年銘。表面は菊紋・稲穂・「十錢」、裏面は桐紋・「大日本」・年号（表裏のデザインは他にも数種あり）。戦局の悪化に伴って貨幣素材とする金属が極端に不足したために製造されたもの。京都府松風工業株式会社にて製造されたが、大量生産までには至らず、結局発行されなかった。
- 十銭黄銅貨 - 昭和21年銘。表裏のデザインは1945年（昭和20年）発行の稲十銭アルミ貨と同じである。